# Proud Tower Inage
Proud Tower Inage (jap. プラウドタワー稲毛) – apartamentowiec w mieście Chiba, w Japonii. Budowę ukończono w 2009 roku. Obiekt osiągnął wysokość 125,3 metra. W budynku znajduje się 39 kondygnacji (37 nadziemnych i 2 podziemne). Powierzchnia użytkowa wynosi 43 861 m².